# Брусилов, Николай Петрович
Никола́й Петро́вич Бруси́лов (30 сентября 1782 — 9 мая 1849) — русский писатель, издатель, Вологодский губернатор.

## Биография
Родился в селе Скуратово (ныне — в Выгоничском районе, Брянская область), сын секунд-майора.
В 1790 году поступил в Пажеский корпус, откуда, в 1796 году, не пройдя полного курса, был выпущен поручиком в армию в московский гренадерский полк.
С 1798 года служил в различных правительственных учреждениях. 15 июня 1811 года пожалован кавалером ордена Святой Анны II класса. 1821—1834 годах был Вологодским гражданским губернатором и умер в чине действительного статского советника в Санкт-Петербурге, похоронен на Митрофаниевском кладбище.
Член ВОЛСНХ, ОИДР.

## Сочинения
В 1805 г. он издавал «Журнал российской словесности»; затем участвовал в «Вестнике Европы» и отдельно издал следующие книги:
- «Гваделупский житель, комедия Мерсье» (СПб., 1800);
- «Безделки, или некоторые сочинения и переводы» (СПб. 1803);
- «Старец, или превратности судьбы» (повесть, СПб., 1803);
- «Мое путешествие, или Приключения одного дня» (СПб., 1803);
- «Бедный Леандр, или Автор без риторики» (СПб., 1803);
- «Плоды моего досуга» (М., 1805);
- «Опыт описания Вологодской губернии» (СПб., 1833).
- «Легковерие и хитрость» // Русская сентиментальная повесть. — М., 1979. — С. 244—254.

«Опыт описания Вологодской губернии» был удостоен почётного отзыва Академии наук. Но наиболее важной заслугой Брусилова является издание «Журнала российской словесности», который можно назвать самым передовым журналом того времени; главный отпечаток положило на него сотрудничество Пнина, хотя наибольшее количество статей принадлежало самому издателю.